# Stenocercus chota
Stenocercus chota — вид ігуаноподібних ящірок родини Tropiduridae. Ендемік Еквадору.

## Поширення і екологія
Stenocercus chota мешкають у верхній частині басейну Міри в департаментах Есмеральдас, Карчі та Імбабура. Вони живуть в колючих чагарникових заростях в передгір'ях, трапляються в садах, на плантаціях і пасовищах. Зустрічаються на висоті від 1575 до 2000 м над рівнем моря.